# Nordstadt (Elberfeld)
Die Elberfelder Nordstadt ist ein in den Grenzen nicht genau definiertes Stadtviertel der ehemals selbstständigen Gemeinde Elberfeld, die heute zu Wuppertal gehört.
Das Gebiet umfasst unter anderem die Teile, die sich ab 1975 im statistischen Wohnquartier Nordstadt im Stadtbezirk Elberfeld wiederfindet, also die Stadtgebiete nördlich des Elberfelder Zentrums. Begrenzt ist das Gebiet im Westen durch die Briller Straße und im Osten durch die Straße Gathe. Der südliche Teil der Nordstadt wird teils umgangssprachlich Ölberg genannt.
Auf dem Stadtplan Elberfelds von Grothaus aus dem Jahr 1849 hieß das Gebiet zwischen Briller Straße und Hochstraße schlicht „Section D“ und war weitestgehend noch unbebaut. Nach dem Deutsch-Französischen Krieg (1870–1871) erfolgte die Erschließung der Flure. Die Anlage der Marienstraße, eine zentrale Straße in West-Ost-Richtung, erfolgte zwischen 1872 und 1878. Nach der Intervention des Nordstädtischen Bürgervereins bei dem Rat der Stadt Elberfeld wurde im Juli 1885 die Genehmigung erteilt, auch im Norden der Stadt Oberklassen an der heutigen Realschule Neue Friedrichstraße einzurichten.